# Leopold Karner

Leopold Karner (ca. 1927)

Leopold Karner (* 24. Oktober 1888 in Graz; † 19. April 1937 in Herrliberg; aus Wien) war ein österreichischer Bauingenieur und Hochschullehrer.

## Leben
Leopold Karner war der Sohn von Alois und Theresia, geborene Graupp. 1913 heiratete er Sabine Zein aus Graz.
Er studierte in Graz, legte im Jahre 1911 die Staatsprüfung ab und war anschliessend bis 1912 als Assistent tätig. Von 1912 bis 1927 arbeitete er im Brückenbau im Ruhrgebiet. Von 1927 bis 1937 war er Professor für Baustatik, Hoch- und Brückenbau in Holz und Eisen und ab 1928 auch für Flugzeugstatik an der ETH Zürich. Ab 1935 war er Präsident der Fachgruppe der Ingenieure für Stahl- und Eisenbetonbau im SIA.
Er beschäftigte sich vor allem mit Nebenspannungen, Knickproblemen und der konstruktiven Gestaltung von weit gespannten Brücken, Eisenwasserbauten und Schwimmdocks. Als Berater wirkte er unter anderem beim Bau des Gaswerks in Schlieren, der Dreirosenbrücke in Basel und der Maschinenlaborhalle der ETH Zürich mit.